# Essises
Essises és un municipi francès situat al departament de l'Aisne i a la regió dels Alts de França. L'any 2007 tenia 423 habitants.

## Demografia

### Població
El 2007 la població de fet d'Essises era de 423 persones. Hi havia 162 famílies de les quals 40 eren unipersonals (16 homes vivint sols i 24 dones vivint soles), 55 parelles sense fills, 59 parelles amb fills i 8 famílies monoparentals amb fills.
La població ha evolucionat segons el següent gràfic:
Habitants censats

### Habitatges
El 2007 hi havia 204 habitatges, 167 eren l'habitatge principal de la família, 27 eren segones residències i 10 estaven desocupats. 202 eren cases i 1 era un apartament. Dels 167 habitatges principals, 149 estaven ocupats pels seus propietaris, 16 estaven llogats i ocupats pels llogaters i 3 estaven cedits a títol gratuït; 1 tenia una cambra, 7 en tenien dues, 25 en tenien tres, 44 en tenien quatre i 91 en tenien cinc o més. 124 habitatges disposaven pel capbaix d'una plaça de pàrquing. A 69 habitatges hi havia un automòbil i a 87 n'hi havia dos o més.

### Piràmide de població
La piràmide de població per edats i sexe el 2009 era:
| Homes | Edats   | Dones |
| ----- | ------- | ----- |
| 0     | 95 o +  | 1     |
| 1     | 90 a 94 | 2     |
| 2     | 85 a 89 | 2     |
| 0     | 80 a 84 | 3     |
| 4     | 75 a 79 | 9     |
| 6     | 70 a 74 | 6     |
| 6     | 65 a 69 | 3     |
| 9     | 60 a 64 | 3     |
| 8     | 55 a 59 | 8     |
| 18    | 50 a 54 | 12    |
| 21    | 45 a 49 | 23    |
| 13    | 40 a 44 | 18    |
| 13    | 35 a 39 | 8     |
| 15    | 30 a 34 | 14    |
| 13    | 25 a 29 | 13    |
| 9     | 20 a 24 | 6     |
| 14    | 15 a 19 | 14    |
| 15    | 10 a 14 | 10    |
| 9     | 5 a 9   | 15    |
| 10    | 0 a 4   | 14    |

## Economia
El 2007 la població en edat de treballar era de 290 persones, 210 eren actives i 80 eren inactives. De les 210 persones actives 194 estaven ocupades (105 homes i 89 dones) i 17 estaven aturades (5 homes i 12 dones). De les 80 persones inactives 37 estaven jubilades, 26 estaven estudiant i 17 estaven classificades com a «altres inactius».

### Ingressos
El 2009 a Essises hi havia 169 unitats fiscals que integraven 434 persones, la mediana anual d'ingressos fiscals per persona era de 19.311 €.

### Activitats econòmiques
Dels 7 establiments que hi havia el 2007, 6 eren d'empreses de construcció i 1 d'una empresa de serveis.
Dels 6 establiments de servei als particulars que hi havia el 2009, 2 eren paletes, 1 guixaire pintor, 1 fusteria, 1 lampisteria i 1 electricista.
L'any 2000 a Essises hi havia 6 explotacions agrícoles que ocupaven un total de 486 hectàrees.

## Poblacions més properes
El següent diagrama mostra les poblacions més properes.